# Балманн, Вернер
Ханс Вернер Балманн — немецкий математик, специалист по дифференциальной геометрии.

## Биография
Окончил университет Бонна.
В 1976 году защитил диплом.
В 1979 году защитил диссертацию под руководством Вильгельма Клингенберга по теме «Некоторые новые результаты о многообразиях неположительной кривизны».
Защитил хабилитацию в 1984 году.
В 1980/81 работал в Пенсильванском университете.
С 1984 года доцент университета штата Мэриленд.
В 1986 году работал в Бонне.
В 1987 году в университете Цюриха.
В 1989 году возглавил кафедру дифференциальной геометрии в университете Бонна, где он преподает по-прежнему.
Начиная с 2004 года входит в совет Математического института Обервольфаха.
С 2007 года работает директором в Математическом институте Макса Планка.
С 2009 года он является координатором центр Хаусдорфа и членом Совета директоров Института высших научных исследований..

## Признание
- В 1986 году он был приглашенным докладчиком на Международном конгрессе математиков в Бёркли. Прочитал доклад на тему «Многообразия неположительной секционной кривизны и многообразия без сопряжённых точек».
- С 2007 года является членом Леопольдины[7].

## Публикации
- Einführung in die Geometrie und Topologie, [Basel] : Birkhäuser 2015, ISBN 978-3-0348-0900-9.
- Werner Ballmann. Lectures on spaces of non positive curvatures. — Birkhäuser, 1995.
- Spaces of non positive curvature, Jahresbericht DMV, Band 103, 2001, S. 52-65
- Der Satz von Lusternik und Schnirelmann, Bonner Mathematische Schriften, Band 102, 1978, S. 1-25
- mit G. Thorbergsson und W. Ziller, Closed geodesics on positively curved manifolds, Ann. of Math. 116 (1982), S. 213—247
- Nonpositively curved manifolds of higher rank, Ann. of Math. 122 (1985), S. 597—609
- mit M. Brin: Orbihedra of nonpositive curvature. Inst. Hautes Études Sci. Publ. Math. No. 82 (1995), 169—209 (1996).
- mit J. Swiatkowski: On {\displaystyle L^{2}}-cohomology and property (T) for automorphism groups of polyhedral cell complexes. Geom. Funct. Anal. 7 (1997), no. 4, 615—645.